# Рикса Датская
Рикса Датская (дат. Richeza af Danmark, швед. Rikissa av Danmark; 1174 / ок. 1190, Королевство Дания — 8 мая 1220, там же) — принцесса из дома Эстридсенов, дочь короля Дании Вальдемара I Великого. Супруга короля Эрика X; в замужестве — королева Швеции.

## Происхождение
Родилась в 1174 году или около 1190 года. Она была дочерью короля Дании Вальдемара I Великого и королевы Софии, княжны из дома Рюриковичей. По отцовской линии приходилась внучкой ярлу Шлезвига и верховному князю ободритов Кнуду Лаварду и Ингеборге Мстиславовне, княжне из дома Рюриковичей. По материнской линии была внучкой князя Минска и Полоцка Володаря Глебовича и Риксы Польской, княжны из дома Пястов, в следующем браке — королевы Швеции.
Согласно Михаилу Васильевичу Ломоносову, по материнской линии была внучкой великого князя Мстислава Владимировича и неизвестной по имени или также неизвестной по имени дочери новгородского посадника Дмитра Завидича.

## Брак и потомство
Разбив в сражении в 1210 году короля из дома Сверкеров, Эрик — король из дома Эриков, решил установить добрососедские отношения с датчанами, которые поддерживали его противника. В знак примирения сторон король Дании Вальдемар II отдал ему в жёны младшую сестру.
Когда Рикса Датская прибыла к будущему супругу в Швецию, её встретила немногочисленная свита из шведских дворян и дворянок верхом на лошадях. Принцесса удивилась тому, что ей не подали карету. На это местные дворянки ответили, что если будущая королева желает быть принятой своими новыми подданными, то ей придётся следовать их обычаям.
В том же 1210 году Рикса Датская сочеталась браком с королём Швеции Эриком X (ум. 10.04.1216), первым шведским монархом, который был коронован архиепископом в Старой Уппсале у мощей святого короля Эрика. Это был второй брак для короля, в супружестве с которым Рикса родила трёх детей — двух дочерей и сына:
- София (ум. до 24.04.1241), до 15 февраля 1237 года сочеталась браком с Генрихом Борвином III (после 02.12.1277), князем Мекленбурга и Ростока;
- Ингеборг (1212 — 17.06.1254), в 1235 году сочеталась браком с Биргером (1200 — 20/21.10.1266), ярлом из дома Бьельбу, регентом Королевства Швеция;
- Эрик (1216 — 12.02.1250), в 1222 — 1229 и 1234 — 1250 годах король Швеции под именем Эрика XI, с прозванием «Шепелявый», в 1243/44 году в Фюрисанге, недалеко от Уппсалы, сочетался браком с Катариной (ум. 1252), дочерью ярла Суны, которая, овдовев, стала настоятельницей в аббатстве Гудхем[англ.].

## Вдовство
Король Эрик X умер в 1216 году, оставив Риксу беременной их последним ребёнком. Новым королём Швеции стал Юхан I из дома Сверкеров. Рикса вернулась на родину в Данию, где умерла 8 мая 1220 года и была погребена в церкви святого Бендта в Рингстеде.
В XVII веке во время реставрационных работ в аббатстве Варнхем, проводившихся по заказу Магнуса Габриэля Делагарди, было обнаружено надгробие с изображением женщины с короной на голове и рядом с ней двух мужчин, у одного из которых были повязаны волосы. У всех над головами был вырезан герб дома Эриков. Археолог Юхан Хадорф атрибутировал изображение женщины с Риксой Датской, которую посчитал похороненной рядом с мужем в склепе монастырской церкви. Однако в научной среде склонны доверять датскому источнику, который утверждает, что Рикса, умершая спустя четыре года после своего возвращения в Данию, была погребена рядом с братом, королём Кнудом VI, в церкви в Рингстеде. Могила королевы была утрачена в конце XVII века.